# Ночвы

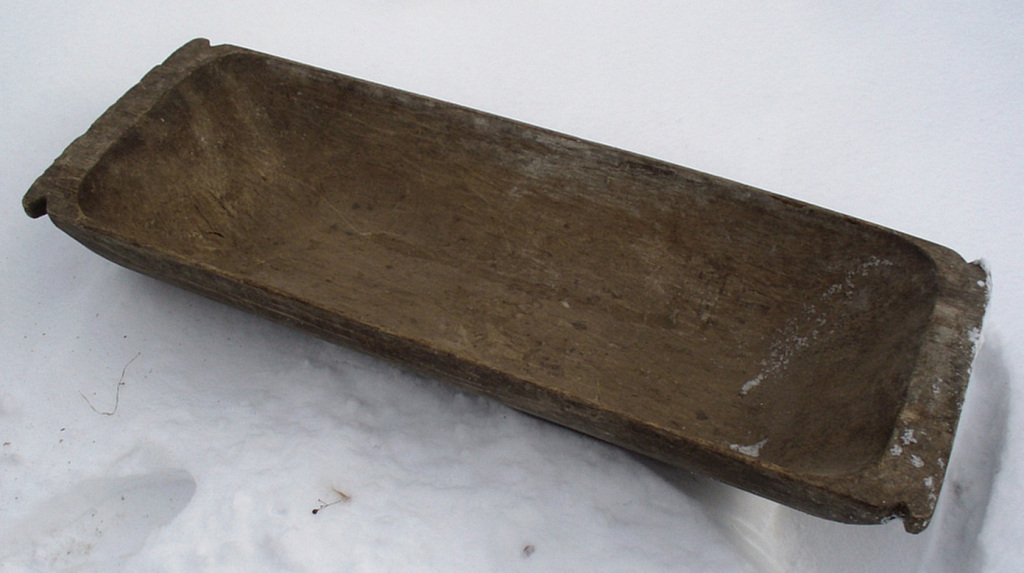
Ночвы

Ночвы (бел. ночвы, начоўкі, укр. ночви, нецьки) ― в белорусском и украинском быту выдолбленное из дерева корыто, посудина с широким открытым верхом.
В больших ночвах секли капусту, мясо для колбас, стирали бельё, купали детей, в меньших (опалушках) провеивали зерно и крупу, в маленьких (толчанках) толкли для приправы сало, мак и пр.
Делали ночвы из деревянного осинового или липового чурбана, колотого пополам. Внутренность выдалбливали теслом, стенки и дно сглаживали резцом.
Деревянные ночвы в сельском быту сохранялись до середины XX века, металлические же встречаются и сейчас.
В русском крестьянском хозяйстве Толковый словарь В. И. Даля определяет ночвы как небольшое тонкостенное корытце, предназначенное исключительно для работы с мукой и зерном, иногда это и лоток.
В Белоруссии ночвы употреблялись при народном лечении ребёнка от сглаза. Его клали под ночвы с водой у порога хлева и прогоняли через эти ночвы свиней. Из ночв потом умывались, чтобы сглаз сошёл. Ими укрывали больных при эпилепсических припадках.
Ночвы воспеты в стихотворении белорусского классика Петруся Бровки.